# Bullenstedt

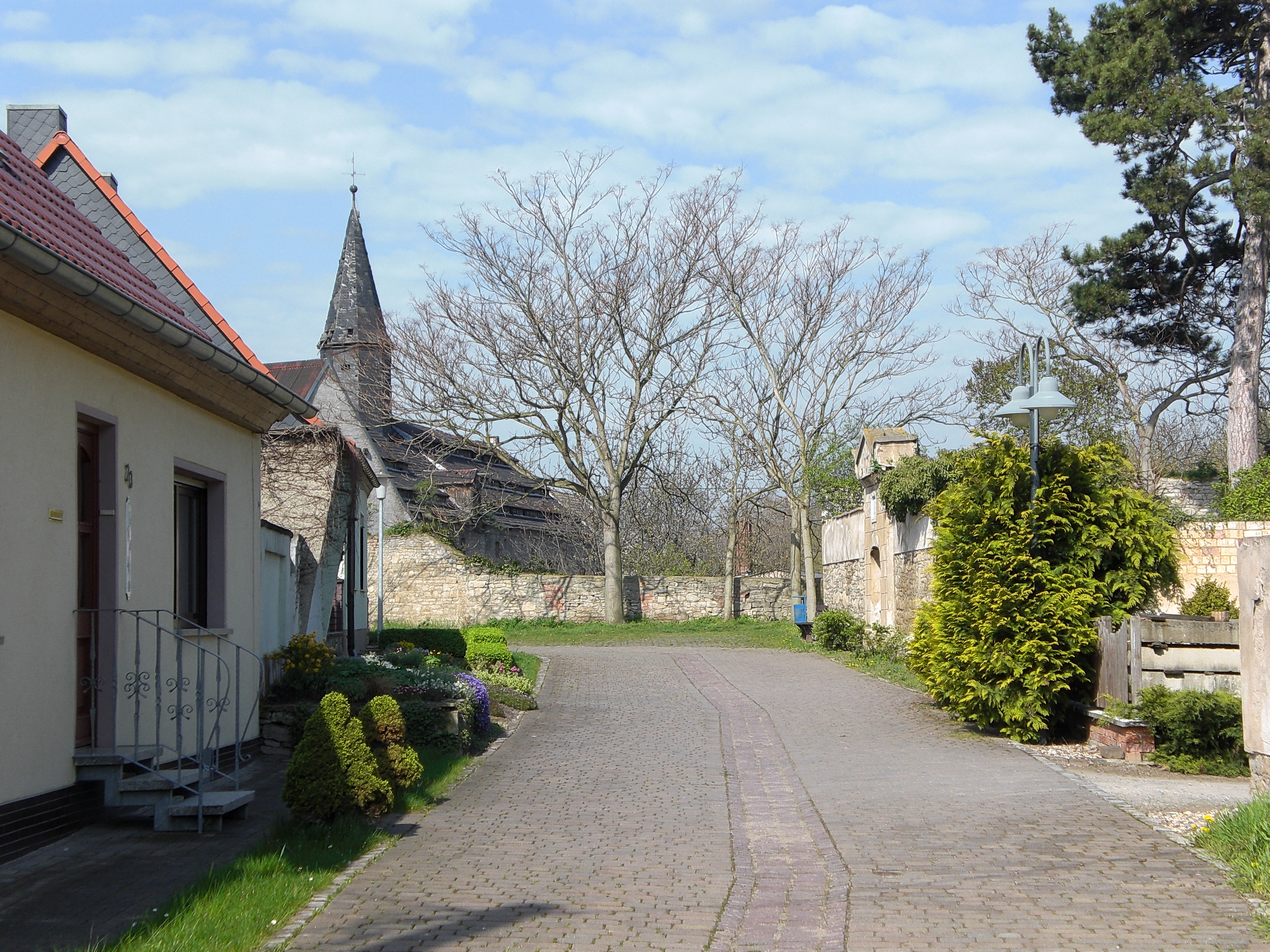
Straße in Bullenstedt, rechts Gruft der Familie Steinkopf, im Hintergrund links alte Wirtschaftsgebäude des Guts

Bullenstedt ist ein Ortsteil der Gemeinde Ilberstedt in Sachsen-Anhalt.
In dem südlich von Ilberstedt gelegenen Ortsteil leben 73 Menschen. Bullenstedt liegt südlich der Wipper. Östlich des Dorfes befindet sich die Bundesautobahn 14. Durch den Ort verläuft der Wipper-Saale-Radweg.
Bullenstedt war ursprünglich ein Rittergut. Am 1. Dezember 1910 lebten im Rittergutsbezirk noch 137 Menschen, fast doppelt so viele wie derzeit. Noch heute wird das Erscheinungsbild des Dorfes durch die zum Teil allerdings stark verfallenen Gutsgebäude geprägt.
Als lokale Sehenswürdigkeit wird die Gruft Bullenstedt ausgeschildert. Die Gruftanlage des Erbgräbnis der Familie Steinkopf ist allerdings nicht öffentlich zugänglich.

## Persönlichkeiten
- Karl Bloßfeld (1892–1975), Grafiker, Illustrator und Marinemaler